# MA 48 – Abfallwirtschaft, Straßenreinigung und Fuhrpark
Die zentralen Aufgaben der Wiener Magistratsabteilung 48 (MA 48 – Abfallwirtschaft, Straßenreinigung und Fuhrpark) sind die Sicherstellung der kommunalen Abfallwirtschaft und sicherer Verkehrsflächen bei winterlichen Verhältnissen. Mit rund 3.000 Mitarbeitern zählen die MA 48 zu den größten Magistratsabteilungen der Bundeshauptstadt.
Die Wiener Magistratsabteilung 48 – Abfallwirtschaft, Straßenreinigung und Fuhrpark ist so bekannt, dass die Nummer der Magistratsabteilung inzwischen nicht nur in der Umgangssprache, sondern auch als Markenname der Wiener Stadtreinigung genutzt wird. Die amtliche und umgangssprachliche Abkürzung für Magistratsabteilung lautet MA, worauf die Nummer der Abteilung in arabischen Zahlzeichen folgt. Gesprochen z. B.: MA 48 (em-a achtundvierzig). Umgangssprachlich wird statt „die MA 48“ auch kurz „die 48er“ (achtundvierziger) gesprochen. Dieser Sprachgebrauch wird auch im Logo dieser Abteilung niedergeschrieben.

## Aufgaben
Zu ihren Aufgaben kommen neben der Müll- und Altstoffsammlung die Mistplätze, die Abfallbehandlung – wie das Betreiben einer Biogasanlage und der Deponie Rautenweg – aber auch die WasteWatcher, die Abschleppgruppe, die öffentlichen WC-Anlagen sowie der Fuhrpark der Stadt Wien, der 48er-Tandler, die Abfallberatung und das Zentrale Fundservice.
Das Sauberkeitsangebot umfasst 470.000 Restmüll- und Altstoffbehälter, 21.000 Papierkörbe, 3.900 Hundekotsackerlspender, 1.200 freistehende Aschenrohre, 13 Mistplätze und 4.400 öffentliche Standorte für die getrennte Sammlung.

## Angebot

### Abfallberatung und Abfallvermeidung
Kommunikation und Information sind die Grundpfeiler für die Motivation von Menschen. Die Abteilung Abfallwirtschaft, Straßenreinigung und Fuhrpark (MA 48) ist daher bestrebt, die Wiener Bevölkerung durch Kampagnen, Broschüren und Veranstaltungen über die richtige Mülltrennung aufzuklären. Abfallvermeidung und Ressourcenschonung haben in Wien höchste Priorität. Der beste Abfall ist der, der gar nicht entsteht: die Forcierung der Abfallvermeidung ist daher ein Hauptanliegen der MA 48.

### Abfallwirtschaft und Abfallentsorgung
In Wien fallen jährlich zirka eine Million Tonnen kommunale Abfälle an. Zur Wahrung der Entsorgungssicherheit und im Sinne der Daseinsvorsorge ist es der Stadt Wien ein großes Anliegen, die Abfälle in Eigenverantwortung zu sammeln und so weit wie möglich selbst zu behandeln.

### Fuhrpark
Die Abteilung Abfallwirtschaft, Straßenreinigung und Fuhrpark (MA 48) organisiert und wartet den Fuhrpark der Stadt Wien. Neben den nach außen sichtbaren Leistungen wie Straßenreinigung, Müllabfuhr und Abschleppdienst werden das technische Fuhrparkmanagement, Ankauf und Wartung der Fahrzeuge sowie der Verkauf gebrauchter Fahrzeuge und Geräte organisiert.

### Saubere Stadt und Winterdienst
Im Rahmen der Aktion „Saubere Stadt“ wurde ein umfangreiches Maßnahmenpaket geschnürt. Seit Oktober 2007 ist die „Kehrforce“ im Einsatz. Im Februar 2008 starteten die „WasteWatcher“ die Kontrolltätigkeiten nach dem Wiener Reinhaltegesetz. Die Straßenreinigung erhielt zusätzlich 200 Mitarbeiter. Über 1.000 Papierkörbe wurden neu aufgestellt.

## Rezeption
Die MA 48 ist mit ihren orangefarbenen Fahrzeugen, Mitarbeiteruniformen und Abfallbehältern im Wiener Stadtbild sehr gut sichtbar und trägt zu einer kontinuierlichen öffentlichen Wahrnehmung bei. Das Image der Wiener Müllabfuhr und Straßenreinigung ist außergewöhnlich hoch, die 48er sind bei der Wiener Bevölkerung äußerst beliebt und werden unter anderem liebevoll Karottenballett genannt. Dies spiegelt sich auch immer wieder in der österreichischen Literatur und Popkultur wider: So taucht die MA 48 nicht nur in verschiedenen Romanen und Büchern auf, wie z. B. im Roman Müll des österreichischen Autors Wolf Haas oder im Roman Tot bist du mir lieber: die Drei vom Naschmarkt ermitteln von Edith Kneifl, sondern wird auch in Liedern österreichischer Musiker wie z. B. Kurt Ostbahn (Bau kann Mist) thematisiert.
Am 10. April 2019 stellte die Stadt nach 20 Jahren einen neuen Markenauftritt vor. Das Stadtwappen wird von „Stadt Wien“ und einem Wortbegriff für die Abteilung gefolgt, beides in der dafür rechtlich geschützten Schriftart „Wiener Melange“. Nur besonders etablierte Marken wie die „48er“ oder jenes der Wiener Linien wurden belassen, jedoch ergänzt.
Die orangen 48er leisten mit ihrem breiten Leistungsportfolio nicht nur einen wichtigen Beitrag zu Klimaschutz, Kreislaufwirtschaft und Daseinsvorsorge, die Wiener Abfallwirtschaft gilt auch europaweit als Vorreiter und Aushängeschild.